# Пацкевич, Александра Вячеславовна
Александра Вячеславовна Пацкевич (род. 4 ноября 1988, Москва) — российская синхронистка. Трёхкратная олимпийская чемпионка (2012, 2016 и 2020), 13-кратная чемпионка мира и 4-кратная чемпионка Европы. Выступала в дуэте, группе и комбинации.

## Спортивная карьера
В Андорра ла Велья (Андорра)[когда?] в составе группы вместе с подругами по команде выиграла в финале командных соревнований на Кубке европейских чемпионок по синхронному плаванию.
В 2009 году в составе сборной России по синхронному плаванию стала двукратной чемпионкой мира. Сначала первенствовала в технической программе, а затем — в произвольной.
В 2010 году на Чемпионате Европы в Будапеште выиграла две золотые медали: в соревновании групп и комбинации.
В 2013 году на летней Универсиаде в Казани выиграла две золотые медали: соревновании групп и комбинации.
В том же году на чемпионате мира в Барселоне стала чемпионкой мира в соревновании групп и комбинации.
2021 год — награждена президентом Владимиром Путиным орденом Александра Невского.
Завершила спортивную карьеру в 2021 году. Учится во ВГИКе на кинорежиссера. Работает в управлении по общественным проектам Администрации президента России.

## Общественная деятельность
- На президентских выборах 2018 года в РФ была доверенным лицом В.В.Путина[12]

## Награды и звания
- Орден Александра Невского (11 августа 2021 года) — за большой вклад в развитие отечественного спорта, высокие спортивные достижения, волю к победе, стойкость и целеустремленность, проявленные на Играх XXXII Олимпиады 2020 года в городе Токио (Япония)[13].
- Орден Почёта (25 августа 2016 года) — за высокие спортивные достижения на Играх XXXI Олимпиады 2016 года в городе Рио-де-Жанейро (Бразилия), проявленные волю к победе и целеустремлённость[14].
- Орден Дружбы (13 августа 2012 года) — за большой вклад в развитие физической культуры и спорта, высокие спортивные достижения на Играх XXX Олимпиады 2012 года в городе Лондоне (Великобритания)[15].
- Заслуженный мастер спорта России (5 апреля 2010 года)[16].
- Почётная грамота Президента Российской Федерации (19 июля 2013 года) — за высокие спортивные достижения на XXVII Всемирной летней универсиаде 2013 года в городе Казани[17].